# Brachythecium valentinii
Brachythecium valentinii är en bladmossart som beskrevs av Bescherelle 1880. Brachythecium valentinii ingår i släktet gräsmossor, och familjen Brachytheciaceae. Inga underarter finns listade i Catalogue of Life.